# Всеукраїнська Олімпіада з астрономії та астрофізики
Всеукраїнська Олімпіада з астрономії та астрофізики — змагання школярів і студентів України у розв'язанні завдань з астрономії та астрофізики. Олімпіада проводиться з 2007 року кафедрою астрономії та фізики космосу Київського національного університету імені Тараса Шевченка. Олімпіада проходить в 3 етапи — Інтернет-олімпіада, зональний і всеукраїнський. Переможці всеукраїнського етапу віком до 18 років запрошуються на відбір на Міжнародну олімпіаду з астрономії та астрофізики.

## Історія
Перша Всеукраїнська олімпіада з астрономії та астрофізики була проведена в січні-березні 2007 року і після цього проводилась щороку. В 2008 році була вперше проведена Інтернет-олімпіада. Кількість учасників фінального етапу в різні роки зазвичай становила від 20 до 30 осіб. У 2020 і 2021 році через епідемію коронавірусу фінальний етап олімпіади проходив у дистанційному форматі. У 2022 році олімпіада була зірвана Російським військовим вторгненням, і для визначення переможців був проведений спеціальний онлайн-тур в червні 2022 року.

## Етапи
Олімпіада проводиться в три етапи.
Перший етап — Інтернет-олімпіада, проходить в кінці лютого — на початку березня. Учасники мають 2 тижні, щоб розв'язати задачі цього туру і відправити свої розв'язки електронною поштою на перевірку. Переможці Інтернет-олімпіади одразу проходять на фінальний етап олімпіади. Всі інші (в тому числі ті, хто не писав Інтернет-олімпіаду) можуть кваліфікуватися через зональний етап.
Другий, зональний етап олімпіади, проходить в квітні в тих класичних університетах України, які викладають астрономію — Київському, Харківському, Одеському та Львівському. В зональному етапі, як і в Інтернет-олімпіаді, можуть взяти участь всі охочі. Цей тур проходить очно, й учасники мають кілька годин, щоб розв'язати задачі.
Третій, фінальний етап, проводиться в квітні в Київському національному університеті. В три різні дні учасники пишуть три тури фінального етапу: короткий теоретичний тур (складається з великої кількості задач-одноходівок), теоретичний тур (складається з меншої кількості складніших теоретичних задач) і практичний тур (в якому треба аналізувати надані спостережні дані). Переможці визначаються за сумою трьох турів фінального етапу (результати двох відбіркових етапів не враховуються).

## Задачі
Задачі всіх турів не вимагають запам'ятовування назв або параметрів великої кількості об'єктів, а потрібні для розв'язання параметри і фізичні константи даються в умовах задач. Однак, задачі потребують знань в об'ємі вступних університетських курсів з астрономії та астрофізики: розуміння зоряних величин і ефекту Доплера, базових знань в сферичній астрономії і в задачі Кеплера, вміння розраховувати дифракційну межу телескопа і користуватись законом Габбла. Без пояснень можуть зустрічатись такі теоретичні концепції, як циклотронна частота, гравітаційний червоний зсув, сфера Роша, радіус Шварцшильда і т. д. Завдання і розв'язки попередні років знаходяться у відкритому доступі на сайті олімпіади.